# Caccobius foveolatus
Caccobius foveolatus là một loài bọ cánh cứng trong họ Bọ hung (Scarabaeidae).